# Lista de aeroportos mais movimentados da China

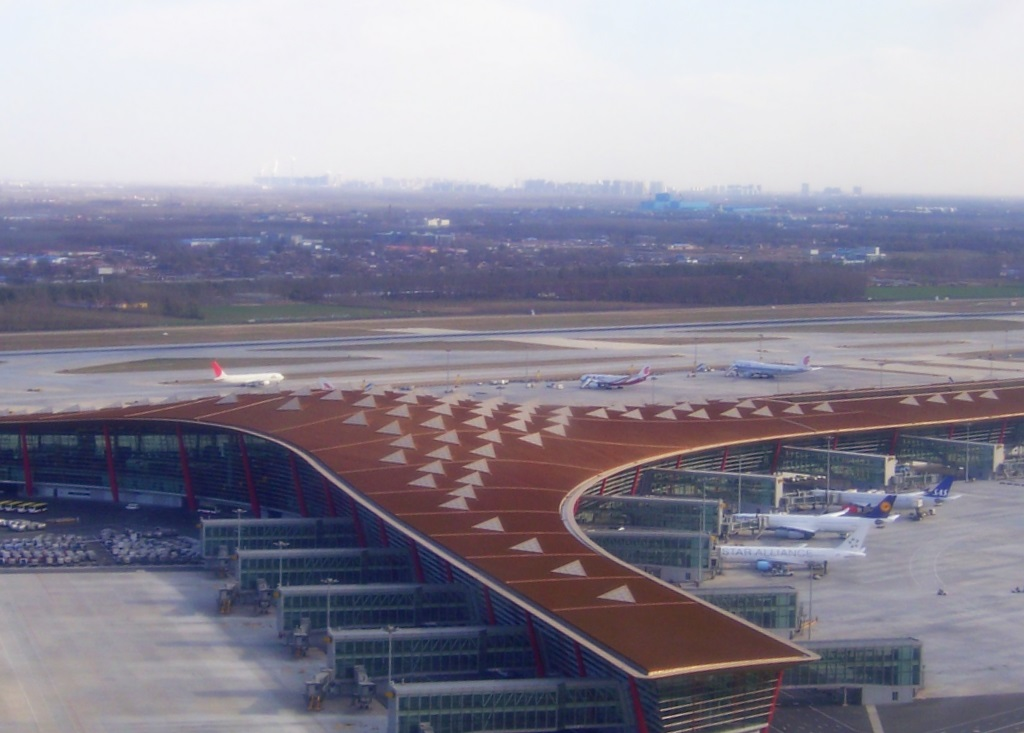
Pequim Capital, o aeroporto mais movimentado da China.

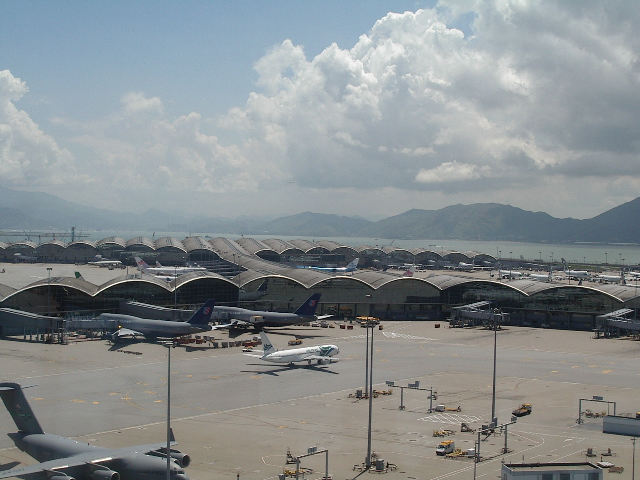
Hong Kong Chep Lap Kok, o 2º aeroporto mais movimentado da China.

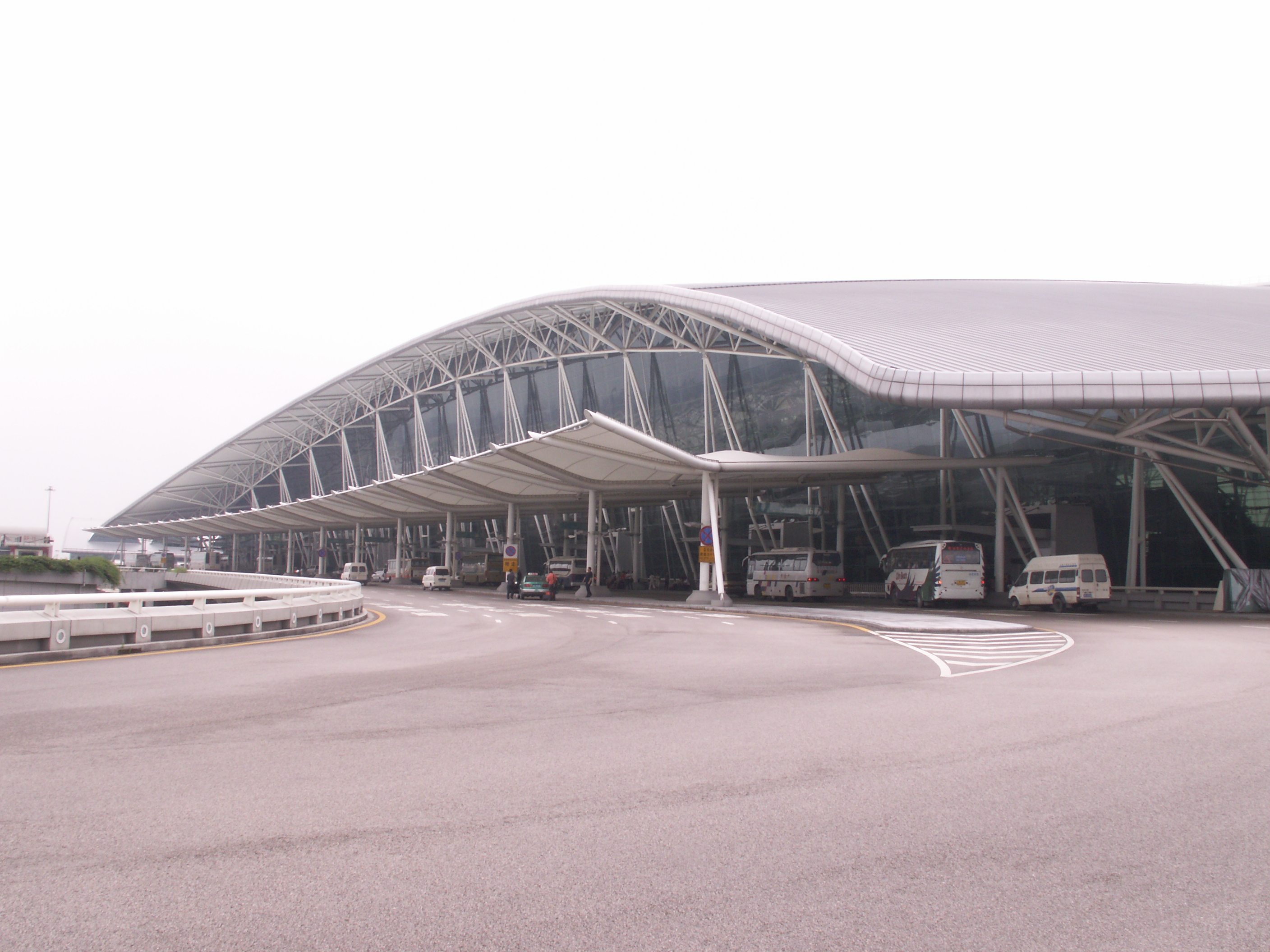
Guangzhou Baiyun, o 3º aeroporto mais movimentado da China.

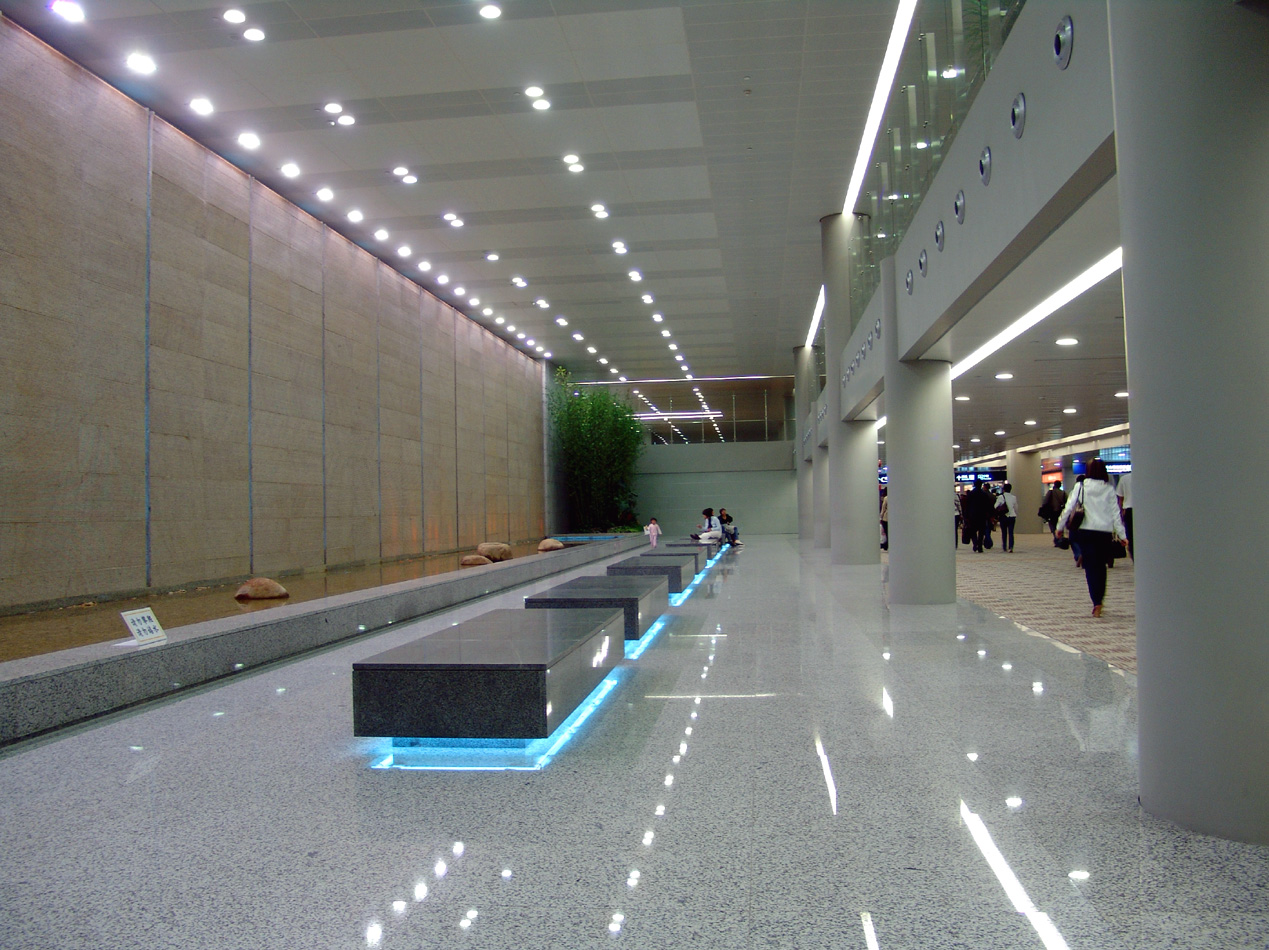
Shangai Pudong, o 4º aeroporto mais movimentado da China.

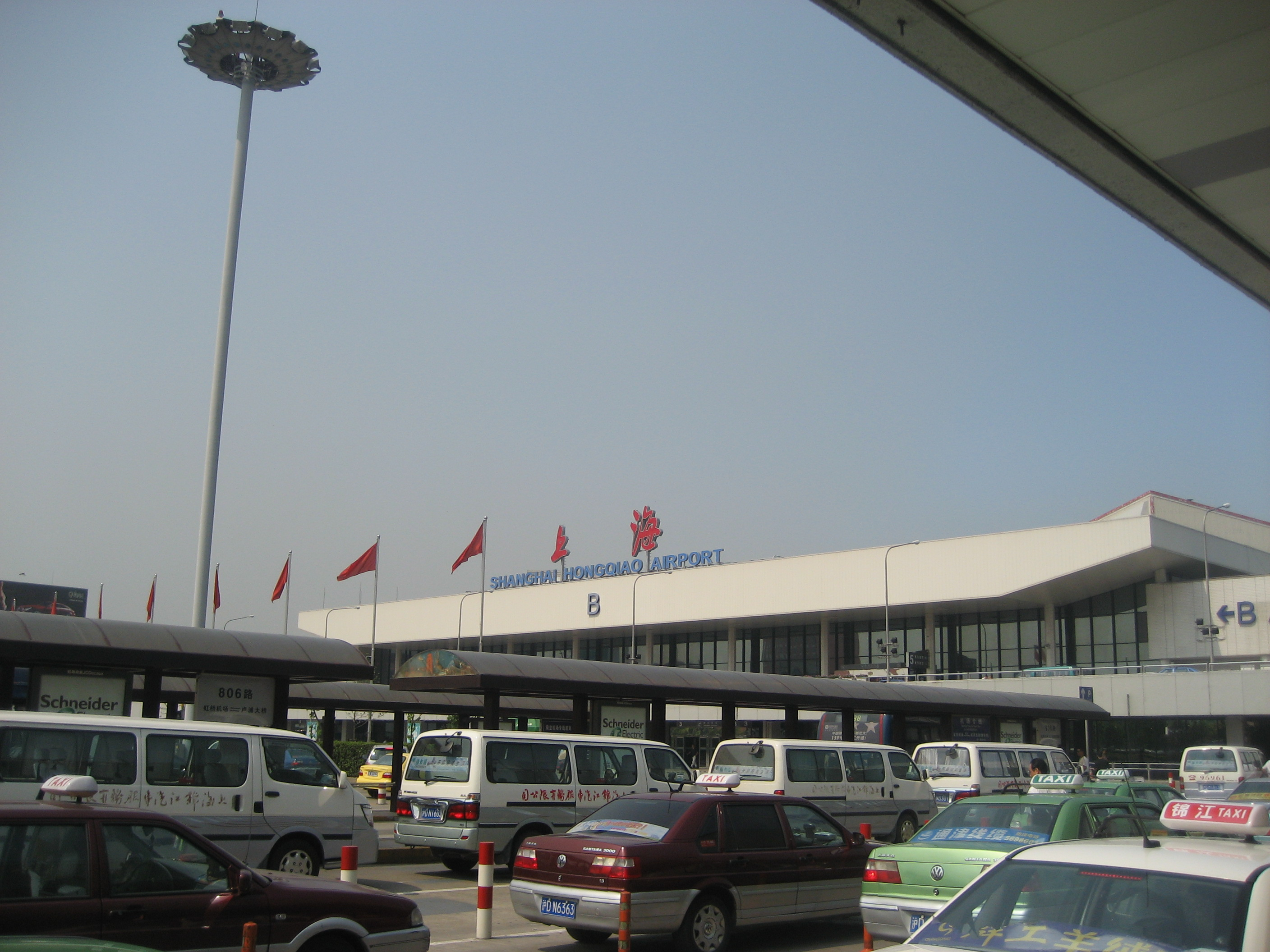
Shangai Hongqiao, o 5º Aeroporto mais movimentado da China.

Esse é um artigo baseado em artigos "Wikipedia" de diversos idiomas que contém a lista e o número aproximado de passageiros dos aeroportos mais movimentados da China

## Grafico
Ver a consulta original do Wikidata.

## Aeroportos
| Posição | Cidade    | Passageiros | Aeroporto                                      |
| ------- | --------- | ----------- | ---------------------------------------------- |
| 1       | Pequim    | 65.375.095  | Aeroporto Internacional de Pequim Capital      |
| 2       | Hong Kong | 46.133.000  | Aeroporto Internacional Chek Lap Kok           |
| 3       | Guangzhou | 37.048.712  | Aeroporto Internacional de Guangzhou Baiyun    |
| 4       | Shangai   | 31.921.009  | Aeroporto Internacional de Shangai Pudong      |
| 5       | Shangai   | 25.078.548  | Aeroporto Internacional de Shangai Hongqiao    |
| 6       | Shenzhen  | 24.486.406  | Aeroporto Internacional de Shenzhen Bao'an     |
| 7       | Chengdu   | 22.637.762  | Aeroporto Internacional de Chengdu Shuangliu   |
| 8       | Kunming   | 18.944.716  | Aeroporto Internacional de Kunming Wujiaba     |
| 9       | Xi'an     | 15.294.948  | Aeroporto Internacional de Xi'an Xianyang      |
| 10      | Hangzhou  | 14.944.716  | Aeroporto Internacional de Hangzhou Xiaoxan    |
| 11      | Chongqing | 14.038.045  | Aeroporto Internacional de Chongqing Jiangbei  |
| 12      | Xiamen    | 11.327.870  | Aeroporto Internacional de Xiamen Gaoqi        |
| 13      | Wuhan     | 11.303.767  | Aeroporto Internacional de Wuhan Tianhe        |
| 14      | Changsha  | 11.284.282  | Aeroporto Internacional de Changsha Huanghua   |
| 15      | Nanjing   | 10.837.222  | Aeroporto Internacional de Nanjing Lukou       |
| 16      | Qingdao   | 9.660.129   | Aeroporto Internacional de Qingdao Liuting     |
| 17      | Dalian    | 9.550.365   | Aeroporto Internacional de Dalian Zhoushuizi   |
| 18      | Haikou    | 8.390.478   | Aeroporto Internacional de Haikou Meilan       |
| 19      | Sanya     | 7.941.345   | Aeroporto Internacional de Sanya Phoenix       |
| 20      | Shenyang  | 7.504.828   | Aeroporto Internacional de Shenyang Taoxian    |
| 21      | Zhengzhou | 7.342.427   | Aeroporto Internacional de Zhengzhou Xinzheng  |
| 22      | Ürümqi    | 6.575.375   | Aeroporto Internacional de Ürümqi Diwopu       |
| 23      | Harbin    | 6.558.796   | Aeroporto Internacional Harbin Taiping         |
| 24      | Jinan     | 5.852.871   | Aeroporto Internacional de Jinan Yoqiang       |
| 25      | Tianjin   | 5.780.281   | Aeroporto Internacional de Tianjin Binhai      |
| 26      | Guiyang   | 5.687.652   | Aeroporto Internacional de Guiyang Longdongbao |
| 27      | Fuzhou    | 5.451.196   | Aeroporto Internacional de Fuzhou Changle      |
| 28      | Guilin    | 5.319.362   | Aeroporto Internacional de Guilin Liangjiang   |
| 29      | Wenzhou   | 4.821.527   | Aeroporto de Wenzhou Yongqiang                 |
| 30      | Taiyuan   | 4.632.179   | Aeroporto de Taiyuan Wusu                      |